# Équipe des Samoa de rugby à XV à la Coupe du monde 1995
L'équipe des Samoa a été battue en quart de finale de la Coupe du monde de rugby 1995 par l'équipe d'Afrique du Sud.
C'est la meilleure performance des Samoa en Coupe du monde.

## Résultats

### Résultats de la Poule B
- 27 mai : Samoa 42-18 équipe d'Italie
- 30 mai : Samoa 32-26 équipe d'Argentine
- 4 juin : équipe d'Angleterre 44-22 Samoa

### Classement final de la Poule B
|            | MJ | V | N | D | PP | PC | Pts |
| ---------- | -- | - | - | - | -- | -- | --- |
| Angleterre | 3  | 3 | 0 | 0 | 95 | 60 | 9   |
| Samoa      | 3  | 2 | 0 | 1 | 96 | 88 | 7   |
| Italie     | 3  | 1 | 0 | 2 | 69 | 94 | 5   |
| Argentine  | 3  | 0 | 0 | 3 | 69 | 85 | 3   |

### Quart de finale
|  | Afrique du Sud | 42 - 14 | Samoa | à Johannesbourg |

## Composition de l'équipe des Samoa
Les joueurs suivants ont joué pendant cette coupe du monde 1995. Les noms en gras indiquent les joueurs qui étaient le plus souvent titulaires.

### Première ligne
- Peter Fatialofa (4 matchs, 1 comme titulaire) 1 fois capitaine

### Troisième ligne
- Pat Lam (3 matchs, 3 comme titulaire) 3 fois capitaine

### Trois quart centre
- To'o Vaega (4 matchs, 4 comme titulaire)

### Trois quart aile
- Brian Lima (4 matchs, 4 comme titulaire)

### Arrière
- Mike Umaga (4 matchs, 4 comme titulaire)